# Congreso Geográfico Italiano
El Congreso Geográfico Italiano es una reunión de estudiosos académicos a nivel italiano que se desarrolla cada tres o cuatro años desde el año 1892 en adelante. En ella se discuten argumentos de geografía, entendida en el sentido más amplio posible.
El Primer Congreso Geográfico Italiano se organizó en Génova, coincidiendo con la celebración del Cuarto centenario del Descubrimiento de América: el desarrollo de la ciudad derivaba del intento de celebrar con ella al navegante Cristóbal Colón, a pesar de las muchas polémicas sobre su origen y la nacionalidad. Entre los organizadores, debe mencionarse al marqués Giacomo Doria, que hasta el 1891 era sindaco de Génova, y que desde el año 1891 hasta el año 1900 fue presidente de la Sociedad Geográfica Italiana.
La continuidad del Congreso se interrumpió por la Primera Guerra Mundial; se reanudaron durante el Fascismo, también por el favor con el que el régimen guardaba a determinados sectores de investigación (por ejemplo la geografía colonial, las bonificaciones, la industrialización) pero se interrumpió de nuevo con la Segunda Guerra Mundial. Algunos geógrafos ente los más destacados, como Roberto Almagià, fueron alejados de la enseñanza universitaria porque era de origen judío después del año 1938; por este motivo, el Congreso de Bolonia del año 1947 se caracteruizó por un clima de enseñanza del heri dicebamus.

## Lista de los Congresos Geográficos Italianos
| número | año  | Ciudad        | Tema                                                                      |
| ------ | ---- | ------------- | ------------------------------------------------------------------------- |
| I      | 1892 | Génova        |                                                                           |
| II     | 1895 | Roma          |                                                                           |
| III    | 1898 | Florencia     |                                                                           |
| IV     | 1902 | Milán         |                                                                           |
| V      | 1904 | Nápoles       |                                                                           |
| VI     | 1907 | Venecia       |                                                                           |
| VII    | 1910 | Palermo       |                                                                           |
| VIII   | 1921 | Florencia     |                                                                           |
| IX     | 1924 | Génova        | Partición de los Alpes                                                    |
| X      | 1927 | Milán         |                                                                           |
| XI     | 1930 | Nápoles       |                                                                           |
| XII    | 1934 | Cagliari      |                                                                           |
| XIII   | 1937 | Friul         |                                                                           |
| XIV    | 1947 | Bolonia       |                                                                           |
| XV     | 1950 | Turín         |                                                                           |
| XVI    | 1954 | Padua-Venecia |                                                                           |
| XVII   | 1957 | Bari          |                                                                           |
| XVIII  | 1961 | Trieste       |                                                                           |
| XIX    | 1964 | Como          |                                                                           |
| XX     | 1967 | Roma          |                                                                           |
| XXI    | 1971 | Verbania      |                                                                           |
| XXII   | 1975 | Salerno       |                                                                           |
| XXIII  | 1983 | Catania       |                                                                           |
| XXIV   | 1986 | Turín         | La Geografía por un mundo en transición                                   |
| XXV    | 1989 | Taormina      | La Italia que cambia. La contribución de la Geografía                     |
| XXVI   | 1992 | Génova        | Génova, Colón, el mar y la emigración italiana en las Américas            |
| XXVII  | 1996 | Trieste       | La Geografía de los desafíos y de los cambios                             |
| XXVIII | 2000 | Roma          | Viejos territorios, nuevos mundos: la Geografía en la emergencia del 2000 |
| XXIX   | 2004 | Palermo       | Geografía: diálogo entre generaciones                                     |
| XXX    | 2008 | Florencia     | El futuro de la Geografía: ambiente, cultura, economía                    |